# Rod Downey
Rodney "Rod" Graham Downey (20 de setembro de 1957) é um matemático e cientista da computação neozelandês-australiano.
Downey estudou matemática na Universidade de Queensland, com o bacharelado em 1978, e na Universidade Monash (na época Chisholm Institute of Technology), onde obteve um doutorado em 1982, orientado por John Newsome Crossley, com a tese  Abstract Dependence, Recursion Theory and the Lattice of Recursively Enumerable Filters, sendo em seguida lecturer. Em 1982 foi professor assistente visitante na Western Illinois University, de 1983 a 1985 foi lecturer na Universidade Nacional de Singapura e em 1985/1986 professor assistente visitante na Universidade de Illinois em Urbana-Champaign. A partir de 1986 foi lecturer na Universidade Victoria de Wellington, onde foi em 1991 reader e em 1995 obteve uma cátedra pessoal.
Recebeu a Medalha Hector de 2011 e o Prêmio Nerode de 2014. Em 2018 foi Gödel Lecturer.
Foi palestrante convidado do Congresso Internacional de Matemáticos em Madrid (2006: Algorithmic randomness and computability).

## Obras
- com Michael R. Fellows: Parametrized Complexity, Springer, Monographs in Computer Science 1999
- com D. Hirschfeldt: Algorithmic randomness and complexity, Springer 2010
- com M. Fellows: Fundamentals in parametrized complexity, Springer 2013
- com Keng Meng Ng, Reed Solomon: Minimal  Weak  Truth  Table  Degrees  and  Computably  Enumerable  Turing  Degrees, Memoirs American Mathematical Society, pdf
- com Jan Reimann: Algorithmic randomness, Scholarpedia
- com M. Fellows: Fixed-parameter tractability and completeness, 4 Teile, Teil 1 (Basic Results), SIAM Journal on Computing, Band 24, 1995, S. 873–921, Teil 2 (The completeness for W[1]), Theoretical Computer Science, Band 141, 1995, S. 109–131, Teil 3 (Some structural aspects of the W-Hierarchy) in: K. Ambos-Spies, S. Homer, U. Schoning (Hrsg.), Complexity theory. Current Research, Cambridge University Press 1993, S. 166–191, Teil 4 (On Completeness for W[P] and PSPACE analogues) mit Abrahamson, Annals of Pure and Applied Logic, Band 73, 1995, S. 235–276